# Raúl Folques
Raúl Miguel Socorro Folques OPmTE • MSCG • 2 MTCG • GOA • MOSD • MPSD • MOCP • MPMM • 4 MCC • 2 MCCSE (Vila Real de Santo António, 2 de Dezembro de 1939) é um coronel de Infantaria do Exército Português, na reforma. Foi Comandante do Regimento de Comandos e Chefe do Estado-Maior do Governo Militar de Lisboa.
Exerceu as funções de professor no Instituto de Altos Estudos Militares.
Pelos seus actos de bravura durante a Guerra Colonial, integrado no Regimento de Comandos, recebeu o grau de Oficial com Palma da Ordem Militar da Torre e Espada, a mais alta condecoração nacional.

## Biografia
Filho de Raúl de Brito Folques e de Luísa Martins Socorro Folques, estudou no Colégio Militar, do qual é presidente da Assembleia Geral da sua Associação dos Antigos Alunos.
Formou-se na Academia Militar, onde tinha ingressado a 15 de Outubro de 1957.
No CISMI, em Tavira, foi comandante de Companhias de Instrucção e  Formação.
Com o posto de major, foi comandante do Batalhão de Comandos da Guiné, que integrava 3 companhias de Comandos Africanos e a 35ª Companhia de Comandos e a 38ª Companhia de Comandos, de 28 de Julho de 1973 a 30 de Abril de 1974.
Cumpriu quatro comissões de serviço militar no Ultramar português - três em Angola e uma na Guiné -, nas quais "demonstrou ser um soldado de excepção, exemplo maior de coragem, sangue-frio e serena energia debaixo de fogo".
Estando na posição de Comandante do Batalhão de Comandos da Guiné, em 19 de Maio de 1973, foi ferido em combate.
Por ordem do Governador da Guiné, tenente-coronel António Eduardo Mateus da Silva, foi afastado desse posto após concluir a “Operação Neve Gelada”, a última grande operação militar na Guiné de 20 de Março a 3 de Abril de 1974, levada a cabo para aliviar a pressão do PAIGC sobre a zona de Canquelifá, na Região de Gabu.
Regressado a Lisboa, foi comandante do Corpo de Polícia de Segurança Pública de Macau entre 4 de Outubro de 1984 e 1 de Outubro de 1986.
Promovido ao posto de coronel em 1986.
Pela sua bravura, foi condecorado com três cruzes de guerra, a 1ª pelo seu comando da 1ª Companhia de Comandos, a 2ª como comandante da 19ª Companhia de Comandos e a 3ª como Comandante do Destacamento Centauro na operação Galáxia Vermelha aquando do assalto ao quartel inimigo de Kumbamori, Senegal. Em 9 de Outubro de 2015, recebeu do Presidente da República Cavaco Silva o grau de Oficial com Palma da Ordem Militar da Torre e Espada, do Valor, Lealdade e Mérito.
É membro honorário da Liga dos Combatentes.
Prefaciou o livro «O Beijo da Quissonde», do tenente-coronel Pedro Tinoco de Faria, seu discípulo.

## Condecorações

### Ordens Honoríficas
- Grande-Oficial da Ordem Militar de Avis (9 de Junho de 1994)
- Oficial com Palma da Ordem Militar da Torre e Espada, do Valor, Lealdade e Mérito (9 de Outubro de 2015)

### Medalhas Militares
- Medalha Comemorativa das Campanhas – Norte de Angola 1961–63 (1964)
- Medalha da Cruz de Guerra de 3.ª Classe (1967)
- Medalha Comemorativa das Campanhas – Norte de Angola 1964–67 (1967)
- Medalha de Mérito Militar de 3.ª Classe (1971)
- Medalha Comemorativa das Campanhas – Angola 1968–69–70 (1971)
- Medalha da Cruz de Guerra de 2.ª Classe (1972)
- Medalha da Cruz de Guerra de 3.ª Classe (1973)
- Medalha de Prata de Comportamento Exemplar (1973)
- Medalha Comemorativa das Campanhas – Guiné 1972–74 (1974)
- Medalha de Mérito Militar de 2.ª Classe (1985)
- Medalha Comemorativa de Comissões de Serviço Especiais – Macau 1984–85–86 (1986)
- Medalha de Ouro de Comportamento Exemplar (1988)
- Medalha de Mérito Militar de 1.ª Classe (1991)
- Medalha Comemorativa de Comissões de Serviço Especiais – Moçambique 1991–92 (1992)
- Medalha de Prata de Serviços Distintos (1999)
- Medalha de Ouro de Serviços Distintos (2005)